# ذا ديفيجن بيل
ذا ديفيجين بيل (بالإنجليزية: The Division Bell) هو ألبوم الإستديو الرابع عشر لفرقة البروغريسيف روك الإنجليزية بينك فلويد. صدر في المملكة المتحدة من قبل شركة إيمي ريكوردز بتاريخ 28 مارس 1994، وفي الولايات المتحدة من قبل شركة كولومبيا ريكوردز بتاريخ 4 أبريل 1994. يدور الألبوم حول موضوع التواصل وفكرة أن التحدث يمكن أن يحل الكثير من مشاكل الحياة. لكن مغني الفريق وأحد مؤسسيه روجر ووترز لم يشترك به بعد مغادرته للفرقة عام 1985، ووصفه بأنه «مجرد قمامة...غير منطقي من البداية حتى النهاية».
لاحقاً وبعد مرور أكثر من عقدين، وبالتحديد في عام 2015 عاد من تبقى من أعضاء الفرقة، أي ديفيد غيلمور ونيك ميسن للمؤلفات الموسيقية لهذا الألبوم وأعدّوا منها قاعدة لآخر ألبوم للفرقة وكان بعنوان النهر الخالد. أهدوا الألبوم لذكرى ريتشارد رايت الذي رحل عام 2008.

## وصلات خارجية
- ذا ديفيجن بيل على موقع أول موفي (الإنجليزية)
- The Division Bell 20 site (بالإنجليزية)